# 기원전 30년

## 연호
- 전한(前漢) 건시(建始) 3년

## 기년
- 전한(前漢) 성제(成帝) 3년
- 신라(新羅) 혁거세 거서간(赫居世居西干) 28년

## 사건
- 마르쿠스 안토니우스의 자살로 로마 공화정의 내전이 끝나고 제정 시대에 들어가다.
- 클레오파트라 7세의 죽음으로 프톨레마이우스 왕조가 끝나다

## 사망
- 마르쿠스 안토니우스
- 클레오파트라